# Precious
Precious er en amerikansk dramafilm fra 2009 instrueret af Lee Daniels der også har produceret den i samarbejde med Oprah Winfrey. Filmen er baseret på romanen Push og har Gabourey Sidibe i titelrollen som Claireece "Precious" Jones.

## Medvirkende
- Gabourey Sidibe
- Mo'Nique
- Paula Patton
- Mariah Carey
- Lenny Kravitz
- Sherri Shepherd
- Nealla Gordon
- Stephanie Andujar
- Chyna Layne
- Amina Robinson
- Xosha Roquemore
- Angelic Zambrana
- Grace Hightower
- Kimberly Russell
- Bill Sage
- Sapphire

## Ekstern henvisning
- Precious på Internet Movie Database (engelsk)
- Precious på Filmdatabasen
- Precious på Scope
- Precious i Svensk Filmdatabas (svensk)
- Precious på AlloCiné (fransk)
- Precious på MovieMeter (nederlandsk)
- Precious på AllMovie (engelsk)
- Precious hos American Film Institute (engelsk)
- Precious' profil hos Encyclopædia Britannica Online (engelsk)
- Precious på Turner Classic Movies (engelsk)

1. ↑  Navnet er anført på engelsk og stammer fra Wikidata hvor navnet endnu ikke findes på dansk.